# Jozef Podprocký
Jozef Podprocký (født 10. juni 1944 i Žakarovce, Slovakiet - død 31. marts 2021) var en slovakisk komponist, pianist, lærer og leder.
Podprocký studerede klaver og komposition bl.a. på Akademiet for Udøvende Kunst i Bratislava (1965-1970) hos Ján Cikker og Alexander Moyzes. 
Han skrev 4 symfonier, orkesterværker, kammermusik, koncertmusik, instrumentalværker, vokalmusik etc. 
Podprocky underviste i musikteori og komposition på Musikkonservatoriet i Košice (1988-2013). Han var leder af Košice Filharmoniske Statsorkester (1986-1988).

## Udvalgte værker
- Symfoni nr. 1 - (i 2 satser) (1987) - for orkester
- Symfoni nr. 2 "Ecce Homo" (1997) - for orkester
- Symfoni nr. 3 "Hommage til Jozef Grešák" (2004) - for orkester
- Symfoni nr. 4 (2014) - for orkester